# Nong Bua Lamphu (provincie)
Nong Bua Lamphu is een provincie in het noordoosten van Thailand in het gebied dat ook wel Isaan wordt genoemd. In december 2002 had de provincie 498.513 inwoners, waarmee het de 51e provincie qua bevolking in Thailand is. Met een oppervlakte van 3859,1 km² is het de 55e provincie qua omvang in Thailand. De provincie is ingesteld in januari 1994 en ligt op ongeveer 610 kilometer van Bangkok. Nong Bua Lamphu grenst aan Udon Thani, Khon Kaen en Loei. Nong Bua Lamphu ligt niet aan zee.

## Provinciale symbolen
|  | Het provinciale zegel van Nong Bua Lamphu. |

## Politiek

### Bestuurlijke indeling
De provincie is onderverdeeld in 6 districten (Amphoe), die weer onderverdeeld zijn in 59 gemeenten (tambon) en 636 dorpen (moobaan).
| Amphoe 1. Mueang Nong Bua Lam Phu 2. Na Klang 3. Non Sang 4. Si Bun Rueang 5. Suwannakhuha 6. Na Wang |